# Intelsat 23
O Intelsat 23 (IS-23) é um satélite de comunicação geoestacionário construído pela Orbital Sciences Corporation (OSC). Ele está localizado na posição orbital de 53 graus de longitude oeste e é de propriedade da Intelsat. O satélite foi baseado na plataforma Star-2.4E Bus e sua expectativa de vida útil é de 15 anos.

## Lançamento
O satélite foi lançado com sucesso ao espaço no dia 14 de outubro de 2012, às 08:37 UTC, por meio de um veículo Proton-M/Briz-M a partir do Cosmódromo de Baikonur, no Cazaquistão. Ele tinha uma massa de lançamento de 2730 kg.

## Capacidade e cobertura
O Intelsat 23 é equipado com 24 transponders em banda C e 15 em banda Ku para fornecer serviços de comunicações para as Américas, Europa e África.